# Matra MS120
La  Matra MS120, chiamata anche Matra-Simca MS 120, è una monoposto di Formula 1, costruita dalla scuderia francese Matra per partecipare al Campionato mondiale di Formula 1 1970.
L'MS120 è stata successivamente sviluppata in varie evoluzioni, chiamate Matra MS120B, Matra MS120C e Matra MS120D. La vettura fu costruita a Vélizy-Villacoublay, nella periferia sud-occidentale di Parigi, progettata sotto la direzione di Gérard Ducarouge e Bernard Boyer.